# محاصره بوستون
محاصره بوستون (انگلیسی: Siege of Boston) (۱۹ آوریل ۱۷۷۵–۱۷ مارس ۱۷۷۶) مرحله آغازین جنگ انقلاب آمریکا بود. در این محاصره، شبه‌نظامیان میهن‌پرست آمریکایی به رهبری فرمانده تازه منصوب شده ارتش قاره‌ای؛ جرج واشینگتن، مانع از حرکت زمینی ارتش بریتانیا، که در بوستون مستقر بود، شدند. هر دو طرف در طول محاصره با چالش‌هایی در منابع، تدارکات و پرسنل مواجه بودند. تدارکات و تقویت مجدد بریتانیا محدود به دسترسی به دریا بود که توسط کشتی‌های آمریکایی متوقف می‌شد. بریتانیایی‌ها در نهایت پس از یازده ماه بوستون را رها کردند و نیروها و تجهیزات خود را به شمال به نوا اسکوشیا منتقل کردند.
محاصره در ۱۹ آوریل پس از اولین نبردهای جنگ انقلاب در لکسینگتون و کنکورد آغاز شد، زمانی که شبه‌نظامیان ماساچوست دسترسی زمینی به بوستون را مسدود کردند. کنگره قاره‌ای، که در فیلادلفیا تشکیل جلسه داد، ارتش قاره‌ای را از شبه‌نظامیان درگیر در جنگ تشکیل داد و جورج واشینگتن را به‌عنوان فرمانده کل قوا منصوب کرد. در ژوئن ۱۷۷۵، بریتانیایی‌ها بانکر هیل و بریدز هیل، دو موضع ارتش قاره‌ای مشرف به بوستون، را تصرف کردند. تلفات آنها سنگین و دستاوردهایشان برای شکستن محاصره ارتش قاره‌ای کافی نبود. پس از این، آمریکایی‌ها بوستون را محاصره کردند. در این مدت هیچ نبرد بزرگی رخ نداد و درگیری به حملات گاه به گاه، درگیری‌های جزئی و آتش تک تیراندازها محدود شد. تلاش‌های بریتانیا برای تأمین تدارکات سربازان خود به‌طور قابل توجهی توسط ارتش قاره‌ای کوچک‌تر اما چابک‌تر و نیروهای میهن‌پرست که در زمین و دریا فعالیت می‌کردند، با مانع مواجه شد. بریتانیایی‌ها از کمبود مداوم غذا، سوخت و تدارکات رنج می‌بردند.
در نوامبر ۱۷۷۵، جورج واشینگتن هنری ناکس را به مأموریتی فرستاد تا توپخانه سنگینی را که اخیراً در فورت تیکوندروگا تصرف شده بود، بیاورد. در یک عملیات فنی پیچیده و طاقت‌فرسا، ناکس توپ‌ها را در ژانویه ۱۷۷۶ به بوستون آورد و این توپخانه ارتفاعات دورچستر را که مشرف به بندر بوستون بود، تقویت کرد. این تحول، تهدیدی برای قطع خط حیاتی تدارکات بریتانیا از دریا بود. ویلیام هاو، فرمانده بریتانیایی، موقعیت خود را غیرقابل دفاع دید و نیروهایش را در ۱۷ مارس از بوستون به هالیفاکس، نوا اسکوشیا عقب کشید.